# Fitzalania bidwilli
Fitzalania bidwilli är en kirimojaväxtart som först beskrevs av George Bentham, och fick sitt nu gällande namn av L.W. Jessup. Fitzalania bidwilli ingår i släktet Fitzalania och familjen kirimojaväxter. Inga underarter finns listade i Catalogue of Life.